# Janailhac
 Janailhac  (en occitano Janalhac) es una población y comuna francesa, situada en la región de Lemosín, departamento de Alto Vienne, en el distrito de Limoges y cantón de Nexon.

## Demografía
| 517 | 486 | 423 | 394 | 363 | 387 | 451 |
| Para los censos de 1962 a 1999 la población legal corresponde a la población sin duplicidades (Fuente: INSEE [Consultar]) |     |     |     |     |     |     |